# Теоретическая и математическая физика
Теорети́ческая и математи́ческая фи́зика — рецензируемый ежемесячный научный журнал, посвящённый фундаментальным проблемам теоретической и математической физики. Издаётся Математическим институтом им. В. А. Стеклова с 1969 года на русском и английском языках.
В 2016 году журнал обладал импакт-фактором 0.923.

## О журнале
Журнал основан академиком Н. Н. Боголюбовым в 1969 году. Продолжительное время главным редактором был академик А. А. Логунов, позднее академик А. А. Славнов. Издаётся англоязычная версия «Theoretical and Mathematical Physics».
Журнал публикует статьи, посвящённые вопросам:
- математические проблемы квантовой механики;
- квантовая теория поля и математические аспекты теории элементарных частиц;
- квантовая теория рассеяния, метод обратной задачи;
- математические проблемы статистической физики;
- гравитация, калибровочные поля, теория струн и мембран;
- суперсимметрии;
- вполне интегрируемые и родственные им классические и квантовые модели;
- алгебраические, геометрические и другие математические методы современной теоретической физики.